# La Vierge à l'Enfant avec le petit saint Jean (Botticelli)
Pour les articles homonymes, voir La Vierge à l'Enfant avec le petit saint Jean.
La Vierge à l'Enfant avec le petit saint Jean est une peinture religieuse de Sandro Botticelli, un tondo de 74 cm de diamètre datant de 1490/1500 environ, conservé au Musée d'Art de São Paulo.

## Histoire
L'œuvre fait partie de la production « mature » de Botticelli.
À l'origine, l'œuvre se trouvait au Palazzo Capponi de Florence, conçu par Lorenzo di Bicci en 1410 sur ordre de Niccolo da Uzzano. Au XIXe siècle, le tondo a rejoint la collection privée du marchand d'art anglais Thomas Blayds à Liverpool avant d'être vendu à Lord Liverpool, comte de Crawford et de Balcarres. Le 2 octobre 1947, l'œuvre a été acquise par le Musée d'art de São Paulo, avec des fonds donnés par dona Sinhá Junqueira, femme d'affaires et mécène de Ribeirão Preto.
Botticelli a produit un grand nombre de Madone au cours des décennies 1480 et 1490 dont une part importante se composait de tondi, dans lesquelles l'artiste a représenté Marie, l'Enfant et le petit saint Jean-Baptiste en adoration. Les tondi étaient très appréciés au XVe siècle par les mécènes et les guildes pour décorer les palais ou comme des objets de dévotion privée.

## Thème

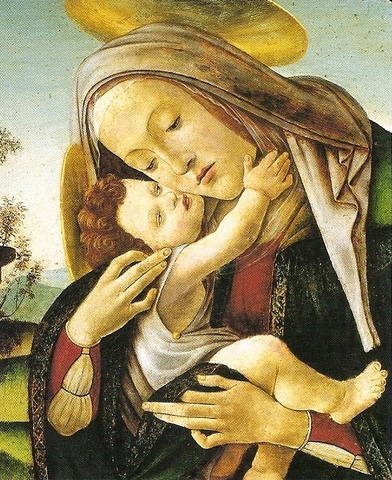
Détail

L'œuvre reprend un des thèmes de l'iconographie chrétienne, celui de la Vierge Marie représentée avec l'Enfant Jésus ici avec saint Jean Baptiste enfant.

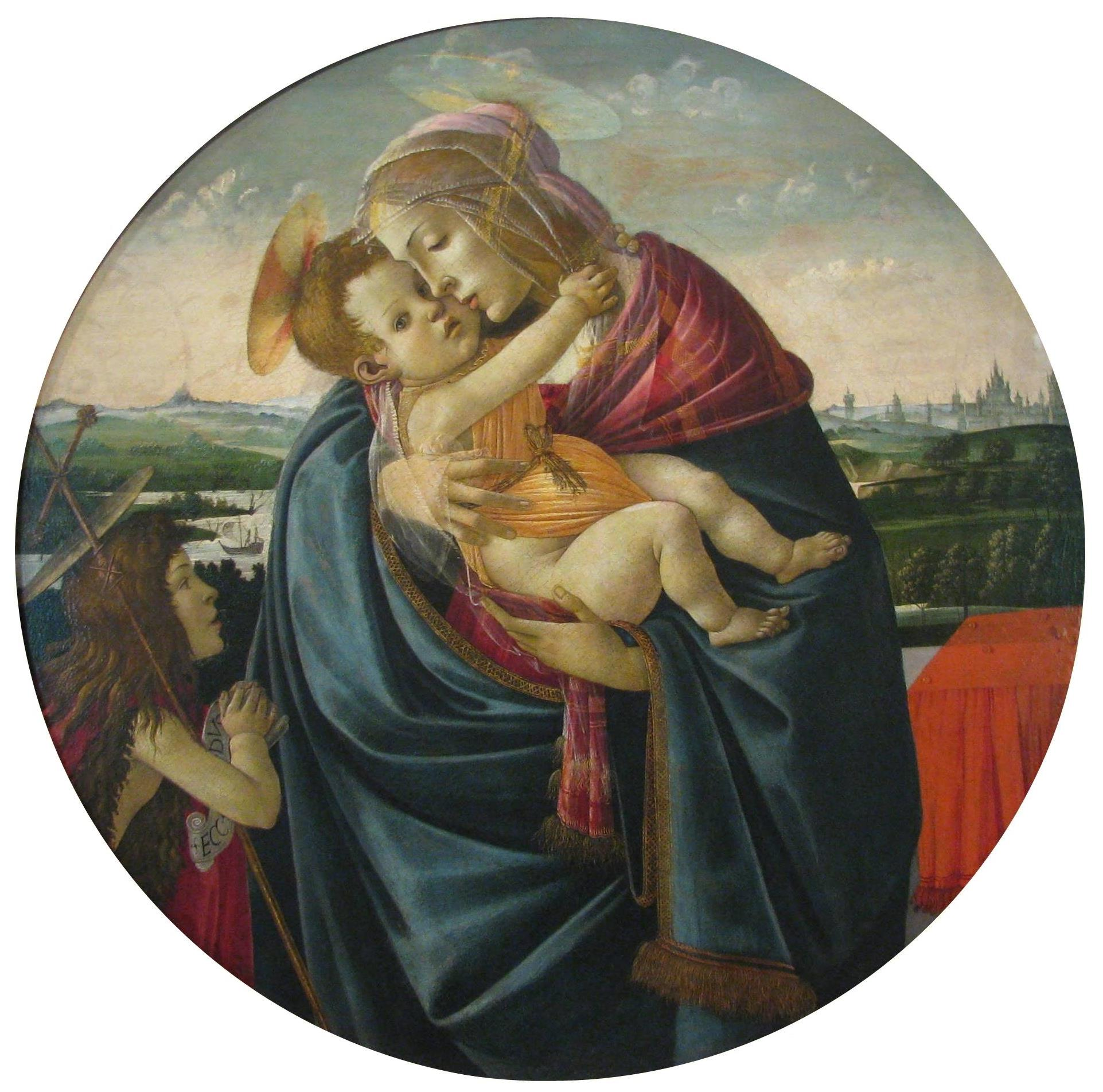
Vierge à l'Enfant avec le petit saint Jean, v. 1490. Tondo de Sandro Botticelli et atelier. Sterling and Francine Clark Art Institute, Williamstown.

## Description
La Vierge, vêtu d'une chasuble noire et verte au liseré brodé sur un habit rouge, enlace tendrement Jésus qu'elle porte vers son visage ; elle est assise sur un rebord d'une banquette de pierre qui, revenant vers le devant de la scène, montre un livre ouvert et des écritures.
Le petit saint Jean est placé à gauche, debout les mains jointes, en adoration ; il porte un vêtement rouge noué sur l'épaule par-dessus sa peau de bête qu'on aperçoit au niveau de son épaule droite découverte.
Le paysage qui occupe le fond est celui de faibles collines et d'un gros rocher sur la gauche surmonté d'un bosquet. le paysage se fond dans la perspective atmosphérique dans un ciel, dégradé de bleu.
Les trois personnages portent une auréole en disque doré très marqué.

## Attribution
Le travail en question a fait l'objet d'une étude de Roberto Longhi en 1947. Dans une lettre adressée à Pietro Maria Bardi, contenue dans le São Paulo Museum of art, l'historien italien affirme qu'il est possible d'observer dans le tondo « certainement la main de Botticelli ». L'opinion de Longhi a été corroborée par Antonino Santangelo, selon qui, « on peut reconnaître dans la peinture l'intervention directe de Botticelli ». L'attribution a été confirmée plus tard par d'autres experts comme Miklós Boskovits et Yukio Yashiro.
Néanmoins, la plupart des critiques semblent convenir qu'une partie du paysage à l'arrière-plan et la figure de saint Jean-Baptiste auraient été exécutés par des assistants de l'atelier de Botticelli, sur la base de la différence de style par rapport à la figure de la Vierge. Roberto Longhi suppose que les dessins du paysage et de l'enfant ainsi que saint Jean-Baptiste sont plus typiques de Domenico Ghirlandaio et propose le nom de Bartolomeo di Giovanni, disciple des deux peintres, comme collaborateur possible de Botticelli dans l'exécution de ce tondo. Antonino Santangelo quant à lui, attribue, l'exécution de la figure de saint Jean-Baptiste à Raffaelino de' Carli.

## Analyse
La physionomie de l'Enfant est typique de Botticelli avec des formes arrondies et une expression de légère mélancolie. La figure de Marie est allongée et souple dans sa conception, bien plus que dans les œuvres de Fra Filippo Lippi, autre modèle du jeune peintre qui s'en est inspiré pour produire le délicat visage ovale de Marie, à la recherche de la beauté idéale.
La subtile mélancolie de l'ensemble et le mouvement dynamique donné par la mouvement des anges sont typiques du maître. La couleur des tissus amplifie le contraste et met en évidence les personnages.
La peinture est généralement datée de la dernière décennie du XVe siècle. La datation est fondée sur les similitudes avec d'autres œuvres de cette période, qui réalise un virage dans son style pictural. Cette composition se démarque déjà de la symétrie élégante qui caractérise son travail de jeunesse.
Une autre évolution est repérable dans le rendu des détails du siège oblique par rapport à celui de la Madone du Magnificat.
L'intensification du lien affectif qui unit Marie et Jésus est plus marqué par rapport à ses œuvres de jeunesse.
L'historien d'art italien Roberto Longhi observe que le dessin de la scène est structuré par des « lignes radiales et croisées » et des plus « souples » lignes d'arquement, insérant le travail dans le contexte d'une plus grande liberté de composition qui marque la maturation du style de El Greco à la fin du XVe siècle. Antonino Santangelo émet une opinion semblable, notant que « la libre et harmonieuse interaction entre les mains et visages ; mobilité et précision du trait rappellent les œuvres du Botticelli peu avant 1500 ».
En fait, il est possible de répertorier une douzaine de productions similaires de Botticelli, tous de la dernière décennie du siècle.
La composition conservée à São Paulo, est la plus proche du tondo identique qui est conservé à la Sterling et Francine Clark Art Institute de Williamstown, Massachusetts.

## Autrestondide la Madone chez Botticelli
- Madonna del padiglione (1493), de 65 cm de diamètre, conservée à la pinacothèque Ambrosienne de Milan.
- Madonna della melagrana (1487), de 143,5 cm de diamètre, conservée à la Galerie des Offices de Florence.
- La Madone du Magnificat (1481), 118 cm de diamètre, conservée à la Galerie des Offices de Florence.

## Sources
- (pt) Cet article est partiellement ou en totalité issu de l’article de Wikipédia en portugais intitulé « Virgem com o Menino e São João Batista Criança (Botticelli) » (voir la liste des auteurs).